# Liste der größten Unternehmen in Irland
Die Liste der größten Unternehmen in Irland enthält die vom Forbes Magazine in der Liste Forbes Global 2000 veröffentlichten größten börsennotierten Unternehmen in Irland.
Die Rangfolge der jährlich erscheinenden Liste der 2000 größten börsennotierten Unternehmen der Welt errechnet sich aus einer Kombination von Umsatz, Nettogewinn, Aktiva und Marktwert. Dabei wurden die Platzierungen der Unternehmen in den gleich gewichteten Kategorien zu einem Rang zusammengezählt. In der Tabelle aufgeführt sind auch der Hauptsitz, die Mitarbeiterzahl und die Branche. Die Zahlen sind in Milliarden US-Dollar angegeben und beziehen sich auf das Geschäftsjahr 2017, für den Marktwert auf den Börsenkurs von Juni 2018.
| Rang | Forbes 2000 | (2015)  | Name                     | Hauptsitz | Umsatz (Mrd. $) | Gewinn (Mrd. $) | Aktiva (Mrd. $) | Marktwert (Mrd. $) | Mitarbeiter | Branche              |
| ---- | ----------- | ------- | ------------------------ | --------- | --------------- | --------------- | --------------- | ------------------ | ----------- | -------------------- |
| 1.   | 154.        | ▲neu    | Medtronic                | Dublin    | 29,7            | 2,8             | 95,8            | 116,0              | 91.267      | Medizintechnik       |
| 2.   | 246.        | ▲(633)  | Shire                    | Dublin    | 15,3            | 4,4             | 67,9            | 50,3               | 23.044      | Pharmazie            |
| 3.   | 288.        | ▲(322)  | Accenture                | Dublin    | 39,1            | 3,6             | 23,1            | 101,0              | 425.000     | Unternehmensberatung |
| 4.   | 296.        | ▲neu    | Johnson Controls         | Cork      | 30,7            | 2,1             | 50,0            | 33,6               | 121.000     | Mischkonzern         |
| 5.   | 328.        | ▲(495)  | Cement Roadstone Holding | Dublin    | 28,5            | 2,2             | 38,0            | 30,9               | 85.363      | Baustoffe            |
| 6.   | 345.        | ▼(318)  | Eaton Corporation        | Dublin    | 20,8            | 3,0             | 32,7            | 33,4               | 96.000      | Maschinenbau         |
| 7.   | 582.        | ▲(613)  | Allergan                 | Dublin    | 16,0            | −1,8            | 112,0           | 52,1               | 17.800      | Pharmazie            |
| 8.   | 619.        | ▲(644)  | Ingersoll-Rand           | Swords    | 14,6            | 1,3             | 18,4            | 22,0               | 46.000      | Industrie            |
| 9.   | 759.        | ▼(427)  | Allied Irish Banks       | Dublin    | 3,8             | 1,2             | 108,1           | 16,2               | 9.720       | Banken               |
| 10.  | 813.        | ▲(829)  | Ryanair Holdings         | Dublin    | 7,9             | 1,6             | 14,0            | 21,3               | 11.458      | Fluggesellschaften   |
| 11.  | 962.        | ▼(619)  | Bank of Ireland          | Dublin    | 4,0             | 0,722           | 147,2           | 9,7                | 10.892      | Banken               |
| 12.  | 968.        | ▼(660)  | Seagate Technology       | Dublin    | 10,8            | 0,835           | 9,0             | 16,3               | 41.000      | Speichermedien       |
| 13.  | 1025.       | ▲(neu)  | AerCap                   | Dublin    | 5,0             | 1,1             | 42,5            | 8,0                | 407         | Leasing              |
| 14.  | 1101.       | ▲(1116) | Kerry Group              | Tralee    | 7,2             | 0,664           | 8,9             | 18,7               | 24.000      | Nahrungsmittel       |
| 15.  | 1245.       | ▼(1147) | Experian                 | Dublin    | 4,3             | 0,821           | 7,6             | 21,6               | 16.680      | Dienstleistungen     |
| 16.  | 1357.       | ▲(1486) | Smurfit Kappa Group      | Dublin    | 9,7             | 0,470           | 11,4            | 10,0               | 46.000      | Verpackungsindustrie |
| 17.  | 1487.       | ▲(1712) | DCC                      | Dublin    | 16,6            | 0,266           | 7,7             | 8,8                | 10.500      | Mischkonzern         |
| 18.  | 1567.       | ▲neu    | Adient                   | Dublin    | 16,8            | 0,164           | 13,1            | 5,2                | 85.000      | Automobilzulieferer  |